# 混合棘豆
混合棘豆（学名：Oxytropis confusa）为豆科棘豆属下的一个种。